# Special Operations Executive
Special Operations Executive (SOE), numită uneori și „Baker Street Irregulars” după grupul de sprijinitori ai lui Sherlock Holmes, a fost o organizație britanică din timpul celui de-al Doilea Război Mondial. Organizația a fost înființată la inițiativa lui Winston Churchill și Hugh Dalton în iulie 1940. Obiectivele SOE erau declanșarea de operațiuni de luptă prin alte mijloace decât cele ale războiului clasic. SOE a condus în mod nemijlocit sau a controlat aproximativ 13.000 de oameni. Se estimează că SOE a sprijinit sau aprovizionat aproximatv un milion de operațiuni speciale în întreaga lume.

## Istorie

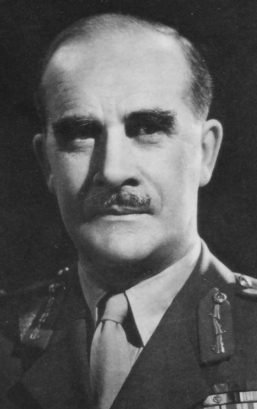
Generalul maior Colin Gubbins, şef al SOE

Această organizație a fost formată prin unirea a trei departamente deja existente ale serviciilor secrete: „Secția D”, subsecție a Secret Intelligence Service (SIS, cunoscut și ca MI6) comandată de maiorul Lawrence Grand; un departament al Ministerului de Război cunoscut ca „Military Intelligence Research” (MIR), condus de maiorul J. C. Holland și organizația de propagandă numită „Departamentul EH” (de la Electra House, cartierul său general), condusă de sir Campbell Stuart. Secția de propagandă a fost mai apoi despărțită de SOE pentru a forma Political Warfare Executive.
Misiunea SOE încurajarea și facilitarea spionajului și spionajului din spatele liniilor inamicului și să servească drept punct central de coordonare a mișcării de rezistență în insulele britanice (Auxiliary Units) în cazul în care Puterile Axei ar fi invadat Regatul Unit. SOE a fost cunoscut și ca „Armata secretă a lui Churchill” sau „Ministerul Războiului Neonorabil” și primise ca sarcină din partea premierului britanic sarcina de a „incendia Europa”. 
SOE era subordonat lui Roundell Cecil Palmer, liderul Ministerului Războiului Economic. 
Între cele două organizații secrete britanice SOE și SIS a existat o anumită rivalitate, care a făcut cooperarea foarte dificilă. 
În vreme ce SIS prefera soluțiilor liniștite pentru culegerea informațiilor și lucrul prin intermediul persoanelor sau autorităților influente, SOE era adepta soluțiilor violente și de multe ori a sprijinit organizațiile antiinstituționale precum partidele comuniste din statele unde aceste erau interzise prin lege. O asemenea abordare a adus de mai multe ori SOE în conflict cu Ministerul de Externe, deși formal SOE era adepta politicii „nicio explozie fără aprobarea Ministerului de Externe”. 
Primul șef al serviciului a fost Sir Frank Nelson, un fost șef de firmă comercială din India, parlamentar conservator și consul la Berna. În scurtă vreme, datorită stării proaste a sănătății sale, Nelson a fost înlocuit cu Sir Charles Hambro. 
Hambro fusese un prieten apropiat al lui Churchill mai înainte de război și fusese decorat pentru contribuția sa la victoria aliată în primul război mondial. În august 1943 el și-a exprimat dezacordul cu privire la decizia guvernului de a subordona controlul SOE armatei britanice. El considera că acest control va duce la apariția unor probleme de nerezolvat în viitor, iar SOE ar fi trebuit să rămână o organizație independentă. Hambro a afirmat că „nu este bine pentru democrațiile să știe ce fac guvernele lor în timp de război”. Când s-a luat decizia finală pentru coordonarea activităților SOE cu cele ale armatei britanice împotriva părerii sale, Hambro și-a dat demisia. 
Ca parte a procesului de strângere a legăturilor dintre Marele Stat Major și SOE, Hambro a fost înlocuit cu fostul său adjunct, generalul maior Colin Gubbins. Gubbins avea o experiență bogată în organizarea luptei de comando și a operațiunilor clandestine. În cadrul SOE el era cunoscut în general cu inițialele „CD”.
SOE a fost dizolvat oficial în 1946 iar cea mai mare parte a activităților sale au fost preluate de MI6. (Se spune că Selborne i-a spus primului ministru Clement Attlee că SOE continuă să controleze o rețea mondială de transmițătoare radio și de agenți. Attlee a răspuns că nu dorește să controleze un Comintern britanic).

## Locații
Cartierul general al SOE a fost pe Strada Baker nr. 64 (de aici și porecla „Baker Street Irregulars”). Un alt sediu important din Londra a fost „Casa Aston”, unde se desfășurau cercetările în domeniul armamentului și tacticilor. 
SOE a creat o secție sub acoperire, ISRB (Inter Services Research Bureau), care s-a ocupat de crearea de echipamente utilizate în războiul secret. Numită și „Station IX”, își avea sediul într-un fost hotel. Aici, ISRB producea radiouri, arme, dispozitive și capcane explozive utilizate de agenți SOE sau de trupele speciale. 
Prima tabără de instruire a SOE a fost Wanborough Manor, Guildford. Agenții care urmau să lupte în spatele liniilor inamice au urmat cursurile de comando la Arisaig, Scoția, după care erau instruiți de specialiști în tehnici de distrugere sau telegrafie și codul Morse în diferite locații din întreaga Anglie. La finalul pregătirii, agenții erau antrenați în tehnici de parașutare (dacă era necesar) pe Aeroportul Ringway din Manchester și în tehnici de securitate la Beaulieu, Hampshire.
SOE a avut un număr mare de centre de pregătire, cercetare, producție și administrative. În perioada războiului, circula o glumă care spunea că „SOE” ar fi fost abrevierea de la „Stately 'Omes of England” („Casele Falnice Englezești”) ci referire la numărul mare de proprietăți impozante din toate regiunile țării rechiziționate pentru nevoile războiului. 

## Operațiuni

### Franța
Operațiunile SOE din Franța erau conduse de două secții cu sediul în Londra. Secția F se afla sub controlul direct britanic, în vreme ce Secția RF era sub controlul guvernului în exil al Franței Libere condus de Charles de Gaulle. Agenții de origine franceză acționau în special în Secția RF. Mai existau două secții mai mici: Secția EU/P, care se ocupa de comunitatea poloneză din Franța și Secția DF, care era responsabilă cu stabilirea rutelor de evadare. În ultima parte a anului 1942, a fost creată o nouă secție –AMF – la Alger, care era responsabilă cu operațiunile din sudul Franței. 
Pe 5 mai 1941, Georges Bégué (1911-1993) a fost primul agent SOE parașutat în Franța ocupată de naziști care a trimis un raport radio și care a întâmpinat pe următorul agent parașutat în Franța. Între prima parașutare a lui Bégué din mai 1941 și august 1944, au fost trimiși în Franța peste 400 de agenți ai Secției F. Printre ei s-au aflat instructori în domeniul armelor și sabotajului, curieri, organizatori de evadări, ofițeri de legătură și operatori radio. RF a trimis un număr aproximativ egal de agenți, iar AMF a trimis aproximatv 600 de agenți (dar nu toți membri ai SOE). EU/P și DF au trimis câteva zeci de agenți fiecare. 
În rândul SOE au activat mai multe femei (recrutate în principal pentru serviciul de prim ajutor). Secția F a trimis 39 de agente în Franța, dintre care 13 au căzut la datorie. La Valençay în departamentul Indre a fost inaugurat pe 6 mai 1991 un monument în memoria celor 91 de agenți și 13 agente ale SOE care și-au dat viața în luptele pentru eliberarea Franței. 
Petru a sprijini invazia aliată din Franța declanșată pe 6 iunie 1944 (Ziua Z), SOE a parașutat o serie de grupuri formate din trei agenți pentru coordonarea acțiunile deschise de luptă ale rezistenței. În același timp, toate secțiile care acționau în Franța (cu excepția EU/P) au fost trecute sub comanda cartierului general al SOE de la Londra. 

### Germania
În Germania au fost întreprinse doar câteva operațiuni ale SOE, în principal datorită pericolelor mari și a lipsei sprijinului populației locale. Secțiile austriece și germane ale SOE erau conduse cea mai mare parte a timpului de locotenent-colonelul Ronald Thornley și au fost implicate în special în propaganda antinazistă și sabotajul administrativ (în colaborare cu Political Warfare Executive). După Ziua Z, secția a fost reorganizată și lărgită. Au fost planificate mai multe operațiuni, inclusiv un plan pentru asasinarea lui Adolf Hitler (Operațiunea Foxley), sau un plan pentru simularea existenței unei ample mișcări de rezistență antinazistă în Germania (Operațiunea Periwig). „Operațiunea Foxley” nu a fost declanșată, dar în ceea ce privește „Periwig”, în ciuda restricțiilor impuse de SIS și SHAEF, s-au încercat unele acțiuni. Mai mulți prizonieri de război germani au fost antrenați ca agenți, învățați cum să ia contact cu rezistența antinazistă și să execute sabotaje. Ei au fost parașutați în Germania în speranța că se vor preda singur autorităților sau vor fi arestați de Gestapo, după care și-ar divulgat misiunile presupuse. Au fost transmise mesaje radio false unor presupuși destinatari germani, iar diferite materiale destinate spionilor, precum cărțile de coduri și aparate de emisie recepție fără fir au fost lăsate în mod intenționat să cadă în mâinile autorităților germane. 

### Olanda
Secția N a SOE a fost însărcinată cu desfășurarea de operațiuni în Olanda. Secția este vinovată de acela mai mari gafe de securitate ale SOE, ceea ce a permis germanilor să captureze mulți agenți și o mare cantitate de material de sabotaj în timpul a ceea ce naziștii au numit „Englandspiel”. SOE a ignorat absența verificărilor de securitate în cazul transmisiilor radio și nu a luat în seamă avertismentele venite din partea lui Leo Marks, care atrăgea atenția că germanii controlează presupusele rețele olandeze de rezistență. 
SOE a reușit să se refacă parțial după acest eșec de proporții prin crearea unor noi rețele, care au continuat să funcționeze până când Olanda a fost eliberată. 

### Belgia
În Belgia, Secția T a SOE a reușit să pună pe picioare mai multe rețele eficiente, dar la finalul bătăliei din Normandia, forțele blindate britanice au traversat țara în mai puțin de o săptămână, rezistența belgiană neavând timp să întreprindă acțiuni ample de luptă. Belgienii i-au sprijinit pe britanici să ocolească ariergarda germană și să captureze intacte docurile portului Antwerp.

### Italia
SOE a apreciat că în cazul Italiei, presupusă ca fiind un stat monolitic fascist fără organizații de opoziție pe care să le poată folosi, eforturile pentru destabilizarea regimului nu pot avea succes, cel puțin până la mijlocul anului 1943, când la arestarea lui Mussolini și ocuparea Siciliei de către Aliații occidentali. SOE nu întreprins nicio măsură pentru recrutarea de agenți din rândul miilor de prizonierilor de război italieni. 
După colapsul Italiei Fasciste, SOE a ajutat la organizarea unor organizații ale rezistenței în orașele din nordul țării și în Munții Alpi. Rezistența italiană a hărțuit forțele germane în toamna și iarna anului 1944, iar la finalul ofensivei aliate din Italia partizanii au cucerit Genova și alte localități, pe care trupele aliate nu le-au avut în obiectiv. 
SOE și-a stabilit o bază la Bari în Italia de sud, din care a condus rețelele de rezistență și agenții din Balcani. Această bază de operațiuni a primit numele de cod „Force 133”.

### Iugoslavia
După înfrângerea Iugoslaviei de către forțele Axei din 1941, țara s-a dezintegrat. În Croația exista o puternică mișcare profascistă, ustașii, dar în restul teritoriului au apărut două mișcări de rezistență: cetnicii monarhiști conduși de Draža Mihailović și partizanii iugoslavi procomuniști conduși de Josip Broz Tito.
SOE a sprijinit la început guvernul în exil iugoslav și prin acesta pe cetnici. În scurtă vreme a devenit însă evident că cetnicii sunt mai puțin eficienți decât partizanii comuniști, mai mult chiar, au apărut dovezi că cetnicii au colaborat cu germanii în anumite regiuni în lupta împotriva partizanilor comuniști. După Conferința de la Teheran, SOE și-a redirecționat sprijinul spre partizanii comuniști. Deși relațiile dintre SOE și partizanii comuniști au avut și momente mai tensionate în timpul războiului, numeroși istorici consideră că sprijinul acordat de britanici a fost un factor hotărâtor în menținerea Iugoslaviei comuniste în tabăra statelor neutre în timpul Războiului Rece. 

### Ungaria
SOE nu a fost capabil să stabilească legături cu opozanții regimului lui Miklós Horthy mai înainte ca acesta să-și alinieze politica cu aceea a Axei. Distanța și lipsa de contacte au împiedicat toate eforturile făcute de SOE în Ungaria până când ungurii au luat ei inițiativa și l-au trimis pe diplomatul László Veress într-o misiune clandestină să ia contactul cu Aliații. SOE i-au facilitat diplomatului reîntoarcerea în țară, oferindu-i și câteva emițătoare radio. Mai înainte ca guvernele aliate să poată cădea de acord asupra condițiilor unei păci cu Ungaria, Ungaria a fost ocupat militar de Germania, iar Veress a fost nevoit să fugă din țară.
Două misiuni „oarbe”, (parașutiști lansați în Ungaria fără stabilirea unor aranjamente preliminare cu ungurii) s-au încheiat cu eșecuri. De asemenea, încercare lui Basil Davidson, strecurat din Iugoslavia de nord-est, de organizare a unei mișcări de partizani maghiare s-a încheiat la rândul ei cu un eșec. 

### Grecia
Grecia a fost înfrântă de puterile Axei după ce elenii au luptat cu îndârjire mai multe luni. La sfârșitul anului 1942, SOE a organizat prima operațiune în Grecia în încercarea de întrerupere a căii ferate care era folosită pentru transportul materialelor necesare „Armatei Panzer Africa”. Grupul de comando britanic a luat legătura cu cele două grupări elene de guerilă care acționau în zona vizată – Armata Populară de Eliberare Națională (ELAS) de orientare comunistă și Liga Națională Republicană Greacă (EDES) naționalistă. Cu ajutorul celor două organizații, comandoul SOE au reușit să distrugă parțial viaductul de cale ferată Gorgopotamos pe 14 noiembrie 1942 în timpul „Operațiunii Harling”.
Din păcate. Relațiile dintre cele două grupuri de rezistență și britanici au devenit în scurtă vreme tensionate. EDES a primit cea mai mare parte a ajutorului SOE, dar ELAS a reușit să captureze pe mult material militar atunci când Italia a semnat armistițiul cu Aliații, iar armata italiană din Grecia s-a dizolvat. ELAS și EDES au devenit părți beligerante într-un război civil în 1943. Mai mulți ofițeri de legătură SOE au fost executați în această perioadă de unități indisciplinate ale ELAS. 
Până în cele din urmă, armata britanică a ocupat orașele Atena și Piure după retragerea germanilor și a fost nevoită să ducă lupte de stradă pentru a-i alunga pe insurgenții ELES și pentru a impune un guvern provizoriu condus de premierul interimar Damaskinos. Ultima acțiune a SOE a fost evacuarea mai multor sute de luptători dezarmați EDES în insula Corfu, pentru a nu deveni victimele răzbunării ELAS.

### Albania
Albania s-a aflat sub influența Italiei încă din 1923 și a fost ocupată de armata italiană în 1939. În 1943, un mic grup de legătură britanic a intrat în Albania din nord-estul Greciei. Aici, britanicii au descoperit un alt război fratricid, dintre partizanii comuniști ai lui Enver Hoxha și cei republicani ai lui Balli Kombëtar. Cum Kombëtar colaborase într-o anumită perioadă cu ocupantul italian, comuniștii lui Hoxha au primit sprijinul Aliaților. În ciuda avertismentelor unor ofițeri de legătură care atrăgeau atenția asupra faptului că Hoxha este interesat în primul rând de cucerirea puterii după război, aceste avertismente au fost ignorate. Albania nu a reprezentant totuși un factor important în efortul de război împotriva Germaniei. 

### Cehoslovacia
SOE a trimis mai multe misiuni în Protectoratul Boemiei și Moraviei și în Slovacia. Cea mai faimoasă misiune a fost Operațiunea Anthropoid, asasinarea la Praga a liderului SS Reinhard Heydrich. Din 1942 până în 1943, cehoslovacii au avut propria lor „Scoală Specială de Antrenament” (Special Training School) la Chicheley Hall in Buckinghamshire. În 1944, SOE a trimis agenți în sprijinul insurgenților slovaci. 

### Norvegia
În luna martie a anului 1941, a fost organizat un grup de comando – „Norwegian Independent Company 1” (NOR.I.C.1) – sub comanda căpitanului Martin Linge. Primul raid al companiei a fost Operațiunea Archery, iar cel mai cunoscut a fost sabotajul producție de apă grea norvegiană. Comunicațiile cu Londra au fost îmbunătățite treptat, astfel încât, spre sfârșitul războiului, 64 de operatori radio transmiteau din locații răspândite din toată Norvegia. 

### Danemarca
Cele mai multe acțiuni ale rezistenței daneze au fost sabotaje ale căilor ferate menite să împiedice mișcarea trupelor spre și dinspre Norvegia. În total, rezistența daneză a efectuat peste 1.000 de operații din 1942 și în continuare. Rezistența daneză a reușit să salveze aproape toți evreii danezi care trebuiau deportați în lagărele de exterminare. Aceasta a fost una dintre cele mai faimoase operațiuni ale rezistenței daneze și este apreciată până în ziua de azi ca cea mai importantă sfidare a naziștilor în timpul războiului. 
Rezistența daneză a ajutat SOE în activitățile din Suedia neutră. De exemplu, SOE a reușit să obțină mai multe încărcături ale unor nave comerciale din porturile suedeze care transportau rulmenți cu bile. Danezii au fost cei care au experimentat cu succes diferite dispozitive de comunicații securizate.

### Polonia
Distanța pe care trebuiau să o parcurgă pe calea aerului un agent sau un transport de aprovizionare a fost principalul obstacol pe care trebuia să-l depășească SOE pentru a ajuta mișcarea de rezistență din Polonia. SOE a ajutat guvernul polonez în exil să trimită agenți și echipamente pentru Armia Krajowa. SOE a avut prea puține contacte, sau nu a avut deloc contacte cu formațiunile procomuniste ale Armia Ludowa. 
În timpul Insurecției din Varșovia, au fost trimise mari cantități de arme și muniții în Polonia, cu uriașe costuri din punct de vedere al numărului de piloți aliați și avioane pierduți în luptă. 

### România
În 1943, a fost parașutată în România o delegație a SOE cu mai multe obiective. Primul ar fi fost acela de a instiga românii la rezistență împotriva ocupației naziste „cu orice costuri” Operațiunea Autonomous). Delegația formată din colonelul Gardyne de Chastelain, căpitanul Silviu Mețianu și Ivor Porter a fost arestată de Jandarmeria Română și ținută prizonieră până pe 23 august 1944. 
Vedeți și: Constantin Tobescu, Eugen Dobrogeanu și Constantin C. Roșescu.

### Alte operațiuni în Europa
Datorită unei cooperări dintre SOE și serviciile de spionaj britanice, un grup de voluntari evrei originari din Palenstina a fost trimis în misiuni în diferite teritorii ocupate de naziști în Europa în perioada 1943 – 1945.

### Abisinia
Abisinia a fost scena unora dintre primele acțiuni ale SOE și totodată a unora dintre primele succese. SOE a organizat forțe de rezistență etiopiene, care au luptat de partea împăratului Haile Selassie sub conducerea Orde Wingate. Această forță, numită de Wingate „Forța Gideon”, a provocat pierderi grele forțelor italiene de ocupație și a contribuit prin aceasta al succesul campaniei britanice din Abisinia. Wingate și-a folosit experiența din această perioadă pentru formarea forțelor indiene care au luptat în Burma – Chindits.

### Asia de Sud-Est
La începutul anului 1941, SOE a pregătit un plan de acțiune pentru Asia de Sud-Est. Ca și în cazul Europei, după ce Aliații au avut  o serie de eșecuri militare, SOE a început să participe la formarea unor grupuri de rezistență locală în teritoriile ocupate de Imperiul Japonez. Unele dintre aceste organizații de rezistență au jucat un rol de primă importanță nu doar în timpul războiului, dar și în perioada postbelică. 

## Agenții
Persoane aparținând unei mari varietăți de clase sociale și categorii socio-profesionale au luptat ca agenți SOE în teritoriile ocupate de inamic. În cele mai multe cazuri, principala calitate a agentului era buna cunoaștere a țării în care urma să activeze, în special a limbii, cu atât mai mult în cazul agenților care nu aveau ca limbă maternă limba în statul în care urma să fie infiltrat. Agenții proveniți din familii mixte, cu dublă cetățenie sau poligloții erau candidați foarte căutați de SOE. Aceast fapt a fost valabil în special pentru Franța. Mulți dintre agenții Secției F erau proletari sau, uneori, chiar cu un trecut petrecut în mediile interlope. 
În alte cazuri, în special în Balcani, un agent nu avea nevoie de o cunoaștere foarte aprofundată a limbii țării în care avea să lupte, aici grupurile de rezistență fiind în stare de război deschis cu ocupantul și erau mai puțin implicate în activitățile clandestine. Agentul trebuia să dea dovadă de calități diplomatice, combinate cu o disponibilitate pentru aventură și lupta armată. În rândurile agenților SOE au luptat mai mulți ofițeri de carieră, (în special ca persoane de legătură), diplomați și chiar oameni de știință. 
Membrii ai forțelor armate din țările ocupate, care evadaseră din prizonierat, fuseseră exilați sau lăsați la vatră au devenit o sursă importantă de agenți, în special în cazul Norvegiei și Olandei. În alte cazuri, (a francezilor loiali lui Charles de Gaulle, dar în special al polonezilor), agenții erau loiali în principal guvenului în exil, iar SOE era considerat mai degrabă un mijloc pentru atingerea scopurilor finale – eliberarea țării de sub ocupația străină. Incapacitatea SOE de control asupra acestui tip de agenți a atras de multe ori nemulțumirea, neîncrederea și chiar conflictul dintre britanici și guvernele în exil care luptau alături de Aliați împotriva Axei. 
SOE a angajat numeroși canadieni în rândurile SOE sau MI9, bazându-se pe sprijinul direct al guvernului canadian. 
SOE a adoptat o poziție total nouă în lupta clandestină împotriva Axei, ignorând orice convenție socială contemporană. Astfel, SOE a recrutat homosexuali recunoscuți, oameni cu cazier judiciar bogat sau care fuseseră condamnați de tribunalele militare, comuniști, chiar și naționaliști antibritanici. Deși unii dintre acești oameni ar fi putut fi considerați un risc pentru securitate, 
SOE was prepared to ignore almost any contemporary social convention in its fight against the Axis. It employed known homosexuals, people with criminal records or bad conduct records in the armed forces, Communists, anti-British nationalists etc. În ciuda unei asemenea varietăți, care ar putea sugera existența unui anumit risc pentru securitatea operațiunilor clandestine, nu este cunoscut nicun caz în care un agent SOE să fi trecut de bună voie de partea inamicului. 

## Comunicațiile
Succesul operațiunilor SOE era puternic dependent de securitatea transmisiunilor radio. Pentru a asigura securitatea transmisiunilor radio era nevoie de aparate radio de bună calitate, proceduri de transmisie clare și sigure și un sistem de cifrare care să nu poată fi spart de inamic. 
Primele aparate radio folosite de SOE au fost cele oferite de SIS. Ele erau mari, greu de mascat și cereau o sursă de energie electrică de mare putere. SOE a continuat un număr de aparate de mai bună calitate de la polonezii din exil, dar în cele din urmă a fabricat propriile aparate de transmisie. Unele dintre acestea, împreună cu bateriile, cântăreau doar 4 kg, dar existau și aparate mai mari, care însă aveau o rază de emisie de peste 800 km. 
Procedurile de operare au fost foarte puțin sigure la început. Operatorii erau obligați să transmită mesaje vocale la intervale fixe de timp. După ce mai mulți operatori au fost arestați sau uciși, procedurile au devenit mai flexibile și mai sigure. 
La fel ca și în cazul primelor aparate de transmisie, primele cifruri ale SOE au fost cele oferite de SIS. Leo Marks, criptograful-șef al SOE, a fost responsabil pentru dezvoltarea unui nou set de coduri superior din punct de vedere al securității. În cele din urmă, SOE a pus la punct un sistem de cifrare, a cărui cheie era imprimată pe batiste de mătase. 

## Echipamentele

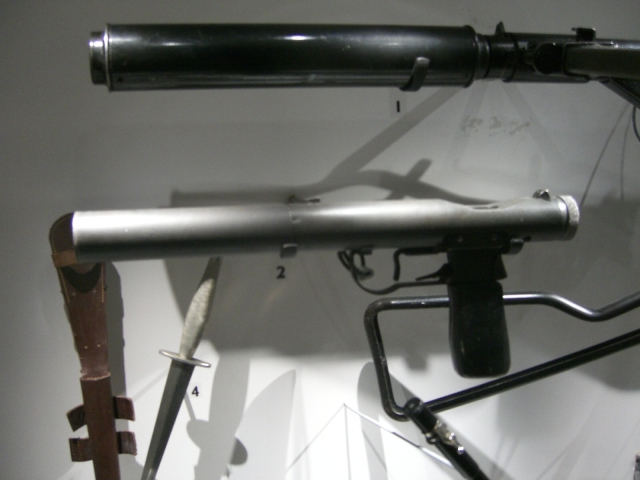
Un pistol Welrod 9 mm folosit de agenţii SOE, expus la War Museum în London

SOE a fost obligat să dezvolte o gamă largă de echipamente pentru lupta clandestină a agenților. Printre produsele dezvoltate de „Secția IX” a fost o biciletă cu motor miniaturală pliabilă pentru dotarea parașutiștilor, un pistol cu amortizo și o serie de submersibile miniaturale. În Țara Galilor a fost înființată o unitate de testare („Secția IX a”), („Welbike”) unde au fost testate submersibilele. La sfârșitul anului 1944, aceste submersibile au fost transportate în Australia pentru a fi testate în condiții tropicale. Arhivat în 22 septembrie 2005, la Wayback Machine.
Un agent SOE care lucra clandestin în teritoriul inamic avea nevoie de haine, documente confecționate astfel încât să nu trezească suspiciuni. SOE a avut o serie de ateliere pentru fabricarea îmbrăcămintei și pentru falsificarea documentelor de identitate, a cartelelor de alimente, sau a altor produse precum țigaretele. 
Deși SOE se folosea de o serie de arme letale precum carabina De Lisle sau Sten, oficialii serviciului au considerat că agenții nu trebuie să beneficieze de cursuri intensive de folosire a acestora. În cazul partizanilor din Iugoslavia, SOE a trimis luptătorilor din rezistență arme capturate de la germani sau italieni. Astfel de arme au fost disponibile în cantități mari, în special după capitularea Italiei, iar partizanii puteau să facă ușor rost de muniție din depozitelel inamicilor. 
SOE a dezvoltat o serie largă de dispozitive explozive pentru ducerea la îndeplinire a sabotajelor. Astfel de dispozitive explozive erau folosite nu numai de agenții din clandestinitate, dar și de unitățile de comando. Au fost concepute și metode și materiale de sabotaj mai subtile, precum lubrificatorii „îmbogățiți” cu materiale care provocau griparea pieselor mecanice în mișcare, dispozitive incendiare disimulate în obiecte banale șamd. 
Unele dintre cele mai iscusit concepute dispozitive au fost stilouri explozive, cu suficientă putere să ucidă purtătorul lui, puști ascunse în țevi, șobolani explozivi sau mine terestre cu forme de balegă de vacă. În cazul unor operațiuni speciale sau pentru folosirea în situații de urgență, SOE a fabricat mici pumnale care puteau fi ascunse în tocul pantofului sau sub reverul hainei. Ținând cont de posibilitatea ca agenții să fie arestați de Gestapo și știinduse metodele dure prin care acesta încerca să obțină informații de la prizonieri, SOE a produs pastile otrăvite în formă de nasturi sau medicamente.

## Transporturile
SOE a trebuit să se concentreze în exclusivitate pe transportul aerian și maritim pentru deplasarea oamenilor, materialelor și echipamentelor într-o Europă controlată aproape în exclusivitate de puterile Axei. 
Arthur Travers Harris, („Bomber Harris”), coordonatorul-șef al Comenduirii bombardierelor, avea rețineri în a permite aparatelor din subordinea sa să fie folosite pentru nevoile SOE, dar opiniile sale nu au fost luate în seamă, și până în aprilie 1942, SOE beneficiase de serviciile escadrilelor 138 și 191 care operau de pe aeroportul „RAF Tempsford”. Avioanele decolate de pe acest aeroport au parașutat deasupra teritoriului inamic numeroși agenți, echipamente și provizii. Unele avioane ușoare, precum cele de model „Westland Lysander”, au fost utilizate pentru transportul agenților de la sau de pe piste de aterizare improvizate pe teritoriul inamic. 
Comandanții Marinei Regale britanice au avut de asemenea rețineri în a permite folosirea submarinelor sau vaselor torpiloare rapide pentru deplasarea agenților SOE. În schimb, SOE a folosit de multe ori vase civile precum cele pescărești sau caice, pentru ca mai târziu să consrtuiască chiar o mică flotă de asemenea ambarcațiuni, care opera din Alger, Insulele Shetland sau Ceylon.

### Publicații oficiale și lucrări științifice
- M.R.D. Foot, The Special Operations Executive 1940-1946 (Pimlico 1999 ISBN 0-7126-6585-4)
- M.R.D. Foot. SOE in France (orig. 1966, Government Official Histories, pub Frank Cass revised edition 2000, further edition 2004 ISBN 0-7146-5528-7)
- William Mackenzie. The Secret History of SOE - Special Operations Executive 1940-1945, BPR Publications, 2000, ISBN 0-9536151-8-9
- David Stafford, Secret Agent - The True Story of the Special Operations Executive (BBC Worldwide Ltd, 2000), ISBN 0-563-53734-5
- Frederic Boyce & Douglas Everett. SOE – the Scientific Secrets (Sutton Publishing 2003, ISBN 0-7509-4005-0)
- Denis Rigden SOE Syllabus: Lessons in Ungentlemanly Warfare World War II (Secret History Files, National Archives 2001 ISBN 1-903365-18-X)
- Para-Military Training in Scotland During World War 2 (Land, Sea & Islands Centre, Arisaig 2001)
- Ian Valentine, Station 43: Audley End House and SOE's Polish Section, ISBN 0-7509-4255-X, Sutton Publishing 2006
- Gerald Steinacher Passive grumbling, rather than resisting. The Special Operations Executive (SOE) in Austria 1940-1945. First results of a research on the newly released Austrian SOE files of the Public Record Office Kew, in: International Journal of Intelligence and Counterintelligence, vol. 15, number 2 summer 2002, p. 211-221.  Arhivat în 19 mai 2009, la Wayback Machine.
- Stuart Allan, Commando Country, ISBN 9781905267149

### Mărturii ale foștilor agenți SOE
- Leo Marks. Between Silk and Cyanide: A Codemaker's Story 1941-1945 (Harper Collins 1998 ISBN 0-00-255944-7)
- Andre Hue. The Next Moon (Viking 2004 ISBN 0-670-91478-9, Penguin 2005 ISBN 0-14-101580-2) Foreword MRD Foot.
- F. Spencer Chapman. The Jungle is Neutral (Chatto and Windus 1949)
- Arthur Christie. Mission Scapula SOE in the Far East ISBN 0-9547010-0-3.
- Fitzroy Maclean. Eastern Approaches (Jonathan Cape 1949, Penguin 1991 ISBN 0-14-013271-6)
- William Stanley Moss. Ill Met by Moonlight (Harrap 1950)
- Patrick Howarth. Undercover (Routledge, Kegan Paul 1980 ISBN 0-7100-0573-3, Phoenix Press 2000 ISBN 1-84212-240-1)
- David Smiley. Albanian Assignment (Sphere Books Ltd. 1984 ISBN 0-7221-7933-2)
- David Howarth. The Shetland Bus. (Thomas Nelson and Sons Ltd 1950)
- Bichham Sweet-Escott. Baker Street Irregular. London: Methuen & Co. Ltd., 1965.
- Basil Davidson. Special Operations Europe: Scenes from the Anti-Nazi War. Irwin Pub, 1980 ISBN 0-575-02820-3
- Patrick Leigh Fermor. The 11th Day (Archangel Films 2006)